# Grotte aux Cascatelles

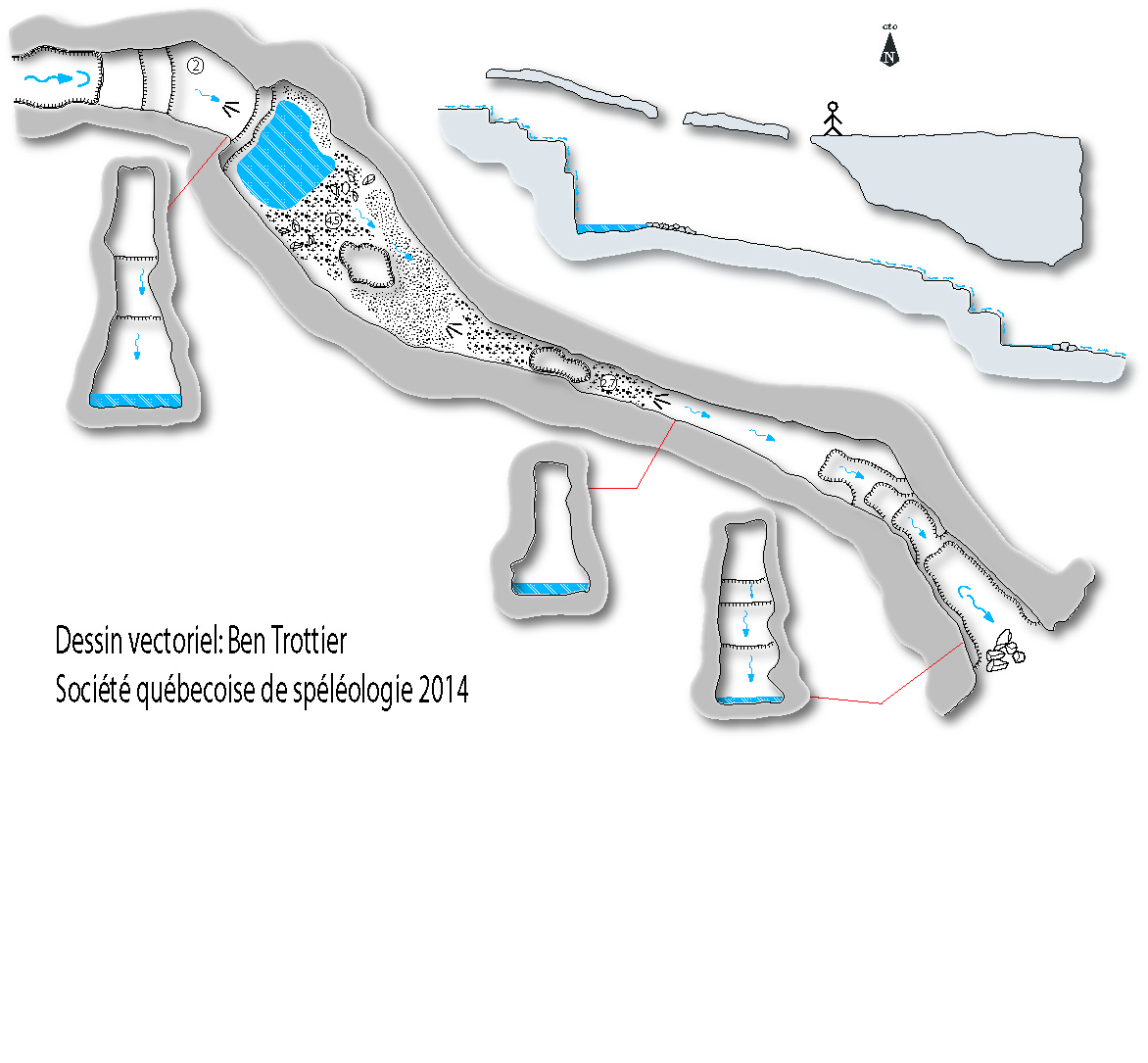
Plan et coupe développée

La grotte aux Cascatelles est une petite caverne de dissolution formée dans le calcaire par un petit ruisseau se situant dans la municipalité de Saint-Alban, municipalité régionale du comté de Portneuf au Québec (Canada).
Cette grotte est très connue des spéléologues québécois.
Caractéristiques de la cavité : 19 mètres de développement, 8 mètres de dénivelée.